# Birkesdorf
Birkesdorf is een plaats in de Duitse gemeente Düren, deelstaat Noordrijn-Westfalen, en telt 8.507 inwoners (31-12-2020).
De plaats ligt direct ten noorden van de stad Düren en is daaraan vastgegroeid; feitelijk kan men Birkesdorf als een grote, noordelijke wijk van deze stad beschouwen. Eén van de stedelijke ziekenhuizen (St. Marienkrankenhaus) staat te Birkesdorf, en ook een deel van de stedelijke industrie is er gevestigd, waaronder een papierfabriek en een grote tapijtfabriek, die vloerbedekkingen voor bedrijfspanden maakt, en sedert 2019 in handen van een Chinees consortium is.

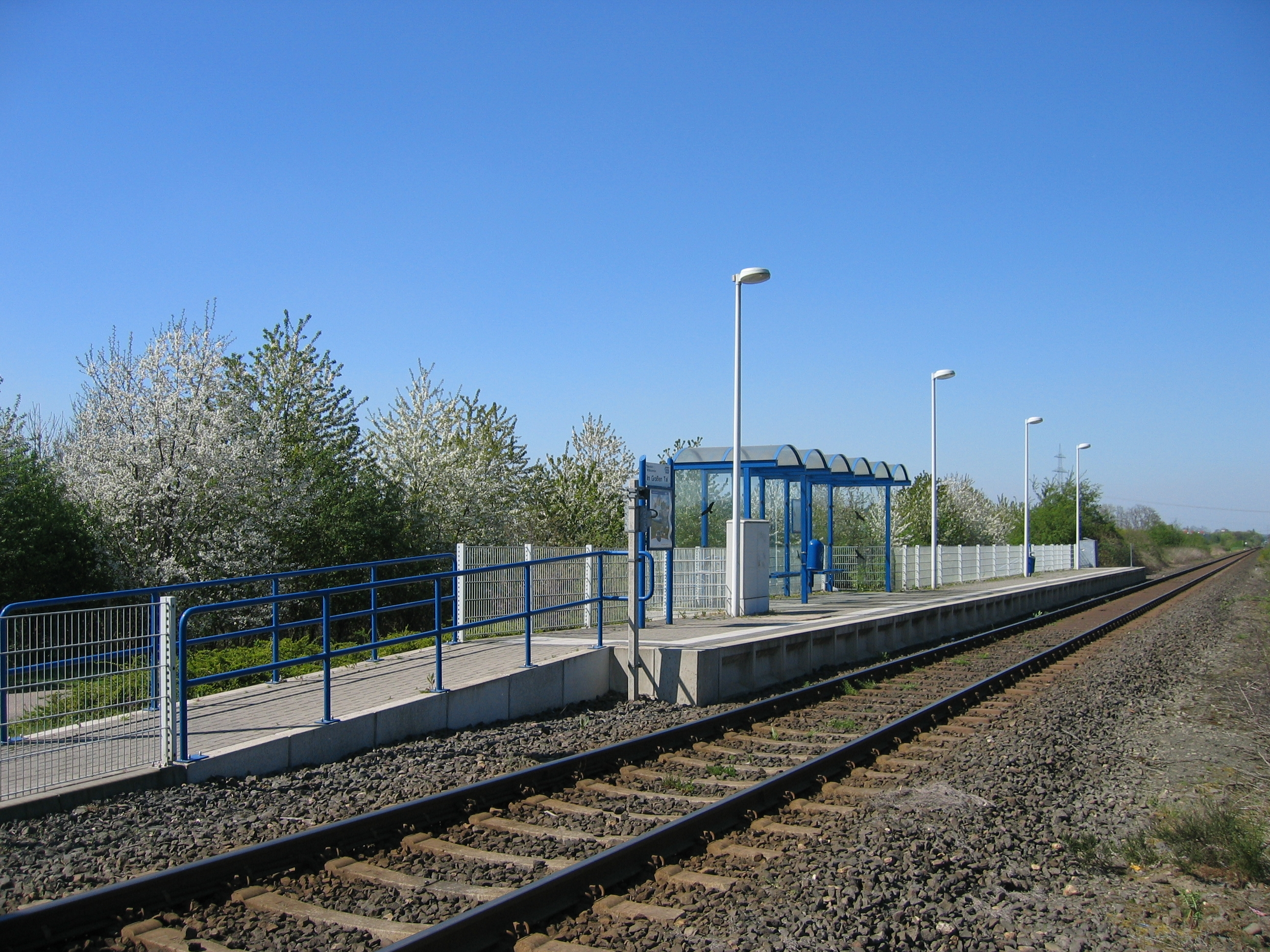
Station Im großen Tal

Op industrieterrein Im großen Tal bevindt zich een spoorweghalte aan de door de Rurtalbahn geëxploiteerde spoorlijn van Düren naar Jülich (Gulik). Officieel heet dit stationnetje Düren- Im großen Tal.
De Bundesstraße 56 loopt noordoostelijk langs Birkesdorf.